# Wilhelm Gottlieb Tafinger (Theologe)

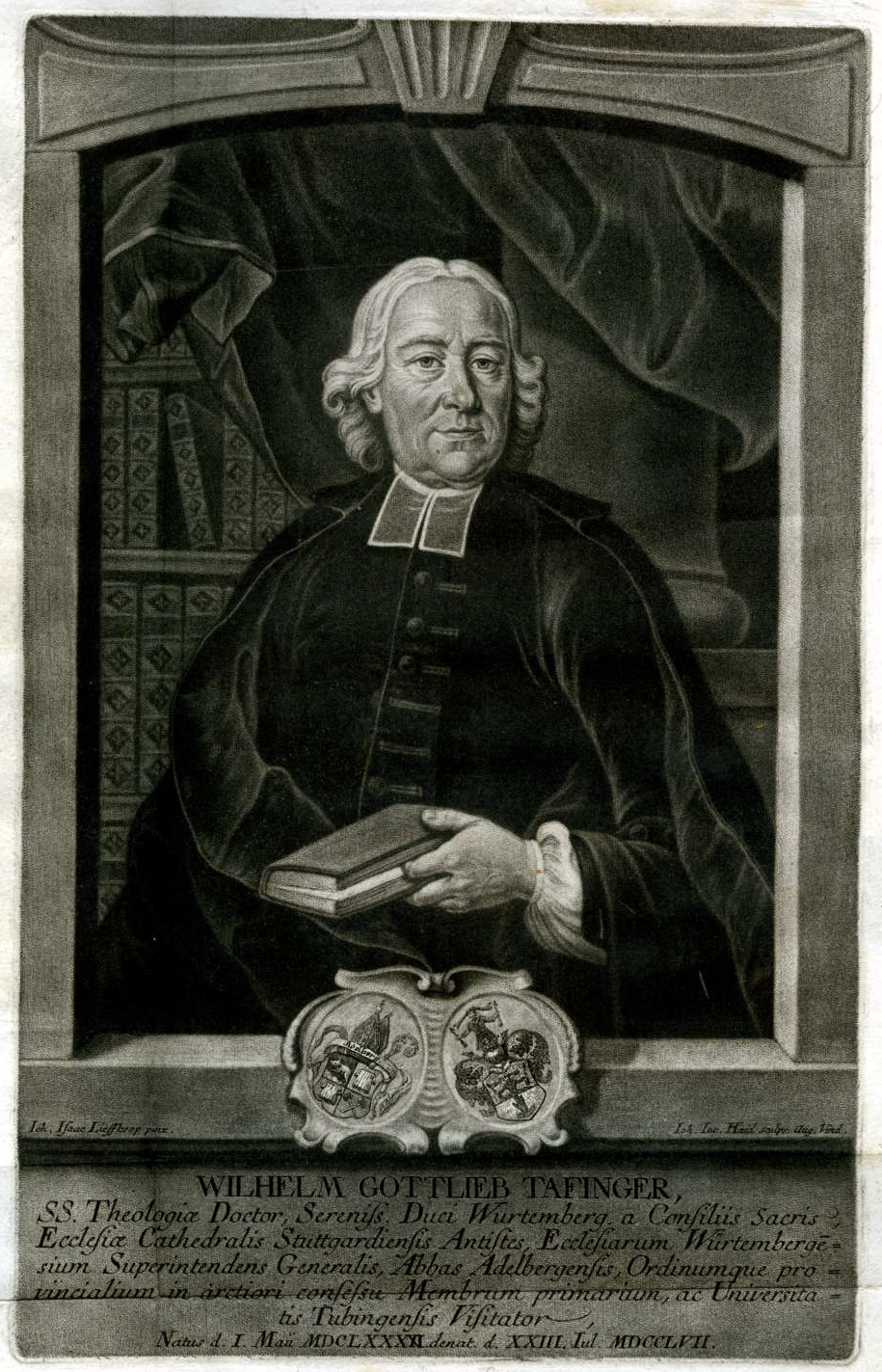
Wilhelm Gottlieb Tafinger

Wilhelm Gottlieb Tafinger (auch Wilhelm Theophilus Tafinger; * 1. Mai 1691 in Vaihingen an der Enz; † 23. Juli 1757 in Stuttgart) war ein deutscher lutherischer Geistlicher. Er war Generalsuperintendent von Adelberg.

## Leben
Als Sohn des Vogtes von Vaihingen, Joachim Wilhelm Tafinger, stammte Wilhelm Gottlieb Tafinger aus der Familie Tafinger. Er besuchte zunächst die Schule von Vaihingen, bevor er durch die Herzogin Johanna Elisabeth, die er persönlich kennengelernt hatte, am 13. Januar 1703 ein Stipendium für das Tübinger Stift erhielt. Er wurde am 30. Mai 1703 an der Universität Tübingen immatrikuliert und erhielt am 17. April 1707 die Magisterwürde. Zunächst war er 1709 Vikar in seiner Heimatstadt und anschließend in Biberach an der Riß. Er wurde 1711 Feldprediger bei der herzoglich württembergischen Garde zu Fuß, bevor er 1714 eine Anstellung als Diakon in Bietigheim, 1716 als Zweiter Diakon und schließlich 1720 als Oberdiakon in Tübingen erhielt.
Tafinger verließ zum 25. Januar 1728 Tübingen und wurde, als Hofkaplan, Reise- und Abendprediger am Hof in Ludwigsburg angestellt. Zum 26. März 1734 wurde er zum Oberhofprediger sowie zum Konsistorialrat ernannt. In dieser Zeit erhielt er zudem eine ordentliche Professur der Theologie an der Tübinger Universität. Von 1738 bis 1742 war er mit dem Titel Prälat Abt von Herrenalb. Zudem wurde ihm 1741 die Verantwortung für das neue evangelische Gesangbuch übertragen.
Tafinger wurde 1742 zum Generalsuperintendenten und Abt von Adelberg ernannt. Zugleich erhielt er 1744 die Stelle des Stiftspredigers in Stuttgart. Außerdem wurde er 1750 an der Tübinger Universität zum Dr. theol. promoviert. An dieser Universität war er ab 1744 neben seinen Ämtern Visitator.
Der Rechtswissenschaftler Friedrich Wilhelm Tafinger sowie der Pädagoge und Theologe Johann Andreas Tafinger waren seine Söhne.

## Werke (Auswahl)
- Christlicher Unterricht Zu Befriedigung der Seelen über denen offt unbegreiflichen Führungen Gottes, Reis, Tübingen 1720.
- Ein Muster deß aller edelsten und höchst-glückseeligen Gemüths bei einem Christen, Reis, Tübingen 1721.
- Die Stille des Hertzens, Als ein wider Noth und Tod dienendes Geheimniß des Christenthums, Cotta, Ludwigsburg 1731.
- Worte Gottes, Zu Erweckung und Trost der Stuttgardtischen Gemeinde, Hallberger, Stuttgart 1752.